# Tawangrejo (Jatipurno)
Tawangrejo is een bestuurslaag in het regentschap Wonogiri van de provincie Midden-Java, Indonesië. Tawangrejo telt 3693 inwoners (volkstelling 2010).